# Bernardus Reiger

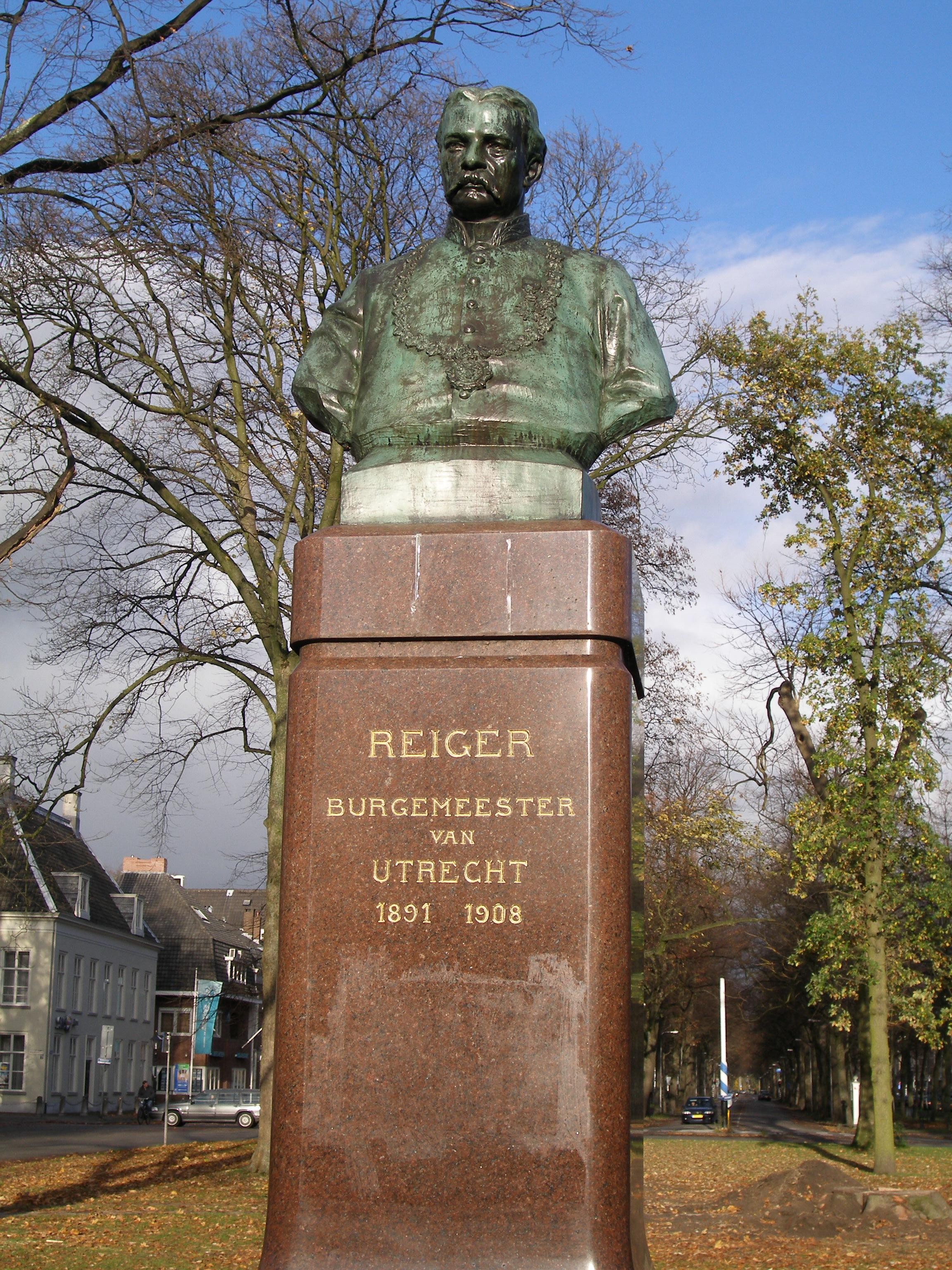
Borstbeeld van Reiger op de Maliebaan vervaardigd door Toon Dupuis in 1909

Bernardus Reiger  (Groningen, 14 januari 1845 - Utrecht, 31 januari 1908) was een Nederlands industrieel en burgemeester.
Na het gymnasium in Groningen volgde hij een studie aan de Koninklijke Militaire Academie te Breda. Van 1864 tot 1871 was hij tweede luitenant bij de artillerie. In 1871 werd hij medefirmant van een beetwortelsuikerfabriek te Utrecht. In 1877 werd hij in de gemeenteraad van Utrecht gekozen en na een succesvol wethouderschap volgde in 1891 de benoeming als burgemeester. Deze functie vervulde hij tot aan zijn dood. In 1901 werd hij door de Utrechtse Universiteit benoemd tot doctor honoris causa.

## Externe link

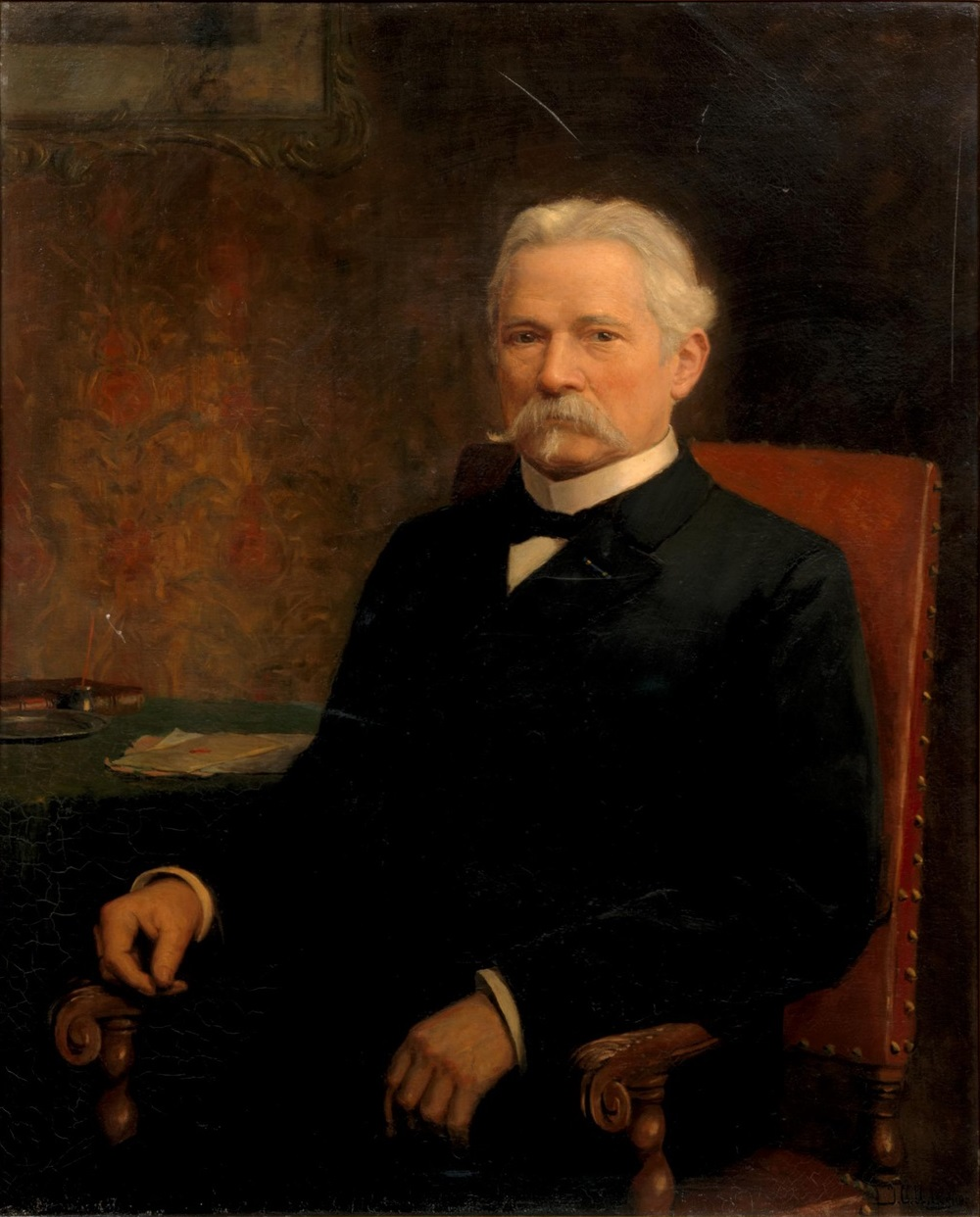
Burgemeester Reiger

## Trivia
- Er is naar Burgemeester Reiger ook een straat vernoemd in Utrecht, de Burgemeester Reigerstraat in de wijk Oudwijk

- Biografisch Portaal: 24296755
- Digitale Bibliotheek voor de Nederlandse Letteren: reig009
- International Standard Name Identifier: 0000 0003 9622 0093
- Nederlandse Thesaurus van Auteursnamen: 273438565
- Parlement.com: vhjv18k95rjx
- Virtual International Authority File: 291127530
- WorldCat: E39PBJtH3X9hMYB9dQKxdYpF8C